# 대한민국 민법 제40조
대한민국 민법 제40조는 사단법인의 정관에 대한 민법 총칙 조문이다.

## 조문
제40조(사단법인의 정관) 사단법인의 설립자는 다음 각호의 사항을 기재한 정관을 작성하여 기명날인하여야 한다.
1. 목적
2. 명칭
3. 사무소의 소재지
4. 자산에 관한 규정
5. 이사의 임면에 관한 규정
6. 사원자격의 득실에 관한 규정
7. 존립시기나 해산사유를 정하는 때에는 그 시기 또는 사유

第40條(社團法人의 定款) 社團法人의 設立者는 다음 各號의 事項을 記載한 定款을 作成하여 記名捺印하여야 한다.
1. 目的
2. 名稱
3. 事務所의 所在地
4. 資産에 關한 規定
5. 理事의 任免에 關한 規定
6. 社員資格의 得失에 關한 規定
7. 存立時期나 解散事由를 定하는 때에는 그 時期 또는 事由